# Kandang Belang Mandiri
Kandang Belang Mandiri is een bestuurslaag in het regentschap Aceh Tenggara van de provincie Atjeh, Indonesië. Kandang Belang Mandiri telt 363 inwoners (volkstelling 2010).